# Zakspeed 891
Zakspeed 891 – samochód Formuły 1, zaprojektowany przez Gustava Brunnera i skonstruowany przez Zakspeed Racing na sezon 1989. Ostatni samochód Zakspeeda w Formule 1.

## Historia
Na sezon 1989 właściciel Zakspeeda, Erich Zakowski, zatrudnił dwóch doświadczonych inżynierów, którzy mieli skupić się na budowie nowego samochodu. Za ogólny projekt odpowiedzialny był Austriak Gustav Brunner, a pomagał mu były pracownik Ferrari Nino Frisson. Efektem ich prac był konwencjonalny, wąski Zakspeed 891. Ze względu na zakaz używania jednostek turbodoładowanych Zakspeed zrezygnował z własnych czterocylindrowych silników na rzecz trzyipółlitrowych jednostek V8 Yamahy o mocy 600 KM.
Do Bernda Schneidera w charakterze kierowcy z pomocą Yamahy dołączył Aguri Suzuki. W sezonie 1989 ze względu na nieudany rok 1988 oraz większą liczbę konkurentów Zakspeed musiał brać udział w prekwalifikacjach. Samochód okazał się nieudany: Schneider zakwalifikował się do wyścigu tylko dwukrotnie, ale nie ukończył zarówno Grand Prix Brazylii, jak i Grand Prix Japonii. Suzuki nie prekwalifikował się ani razu.
Mimo planów nie wprowadzono wersji „B” samochodu. W sierpniu z zespołu wycofał się główny sponsor, West, wkrótce później odszedł także Brunner. Zakspeed nie uczestniczył w Formule 1 w roku 1990, wracając do rywalizacji samochodami GT i turystycznymi.

## Wyniki w Formule 1
| Legenda oznaczeń w tabelach wyników Wyświetl szablon na nowej stronie | Legenda oznaczeń w tabelach wyników Wyświetl szablon na nowej stronie                                                                     |
| Oznaczenie                                                            | Wyjaśnienie |
| --------------------------------------------------------------------- | --- |
| Złoty                                                                 | Zwycięzca lub mistrzostwo |
| Srebrny                                                               | 2. miejsce lub wicemistrzostwo |
| Brązowy                                                               | 3. miejsce lub II wicemistrzostwo |
| Zielony                                                               | Ukończył, punktował (w klasyfikacji generalnej, gdy zdobył co najmniej jeden punkt na przestrzeni sezonu, poza trzema powyższymi opcjami) |
| Niebieski                                                             | Ukończył, nie punktował (w klasyfikacji generalnej, gdy nie zdobył co najmniej jednego punktu na przestrzeni sezonu)                      |
| Czerwony                                                              | Nie zakwalifikował się (NZ) |
| Czerwony                                                              | Nie prekwalifikował się (NPK) |
| Różowy                                                                | Nie ukończył (NU) |
| Różowy                                                                | Niesklasyfikowany (NS) (w klasyfikacji generalnej, gdy nie został sklasyfikowany w żadnym wyścigu sezonu)                                 |
| Czarny                                                                | Zdyskwalifikowany (DK) |
| Czarny                                                                | Wykluczony (WYK/EX) |
| Biały                                                                 | Nie wystartował (NW) |
| Biały                                                                 | Kontuzjowany (K/INJ) |
| Biały                                                                 | Wyścig odwołany (OD/C) |
| Bez koloru                                                            | Został wycofany (WYC/WD) |
| Bez koloru                                                            | Nie przybył (NP/DNA) |
| Bez koloru                                                            | Nie brał udziału w treningach (NT/DNP) |
| Bez koloru                                                            | Nie został zgłoszony (–) |
| Pogrubienie                                                           | Start z pole position |
| Kursywa                                                               | Najszybsze okrążenie wyścigu |
| †                                                                     | Nie ukończył, ale jego rezultat został zaliczony ze względu na przejechanie więcej niż 90% dystansu wyścigu.                              |
| *                                                                     | Sezon w trakcie |
| 1/2/3                                                                 | Punktowana pozycja w sprincie kwalifikacyjnym                                                                                             |
| Lista systemów punktacji Formuły 1                                    | |

| Sezon | Zespół               | Silnik | Kierowcy        | Wyniki w poszczególnych eliminacjach | Wyniki w poszczególnych eliminacjach | Wyniki w poszczególnych eliminacjach | Wyniki w poszczególnych eliminacjach | Wyniki w poszczególnych eliminacjach | Wyniki w poszczególnych eliminacjach | Wyniki w poszczególnych eliminacjach | Wyniki w poszczególnych eliminacjach | Wyniki w poszczególnych eliminacjach | Wyniki w poszczególnych eliminacjach | Wyniki w poszczególnych eliminacjach | Wyniki w poszczególnych eliminacjach | Wyniki w poszczególnych eliminacjach | Wyniki w poszczególnych eliminacjach | Wyniki w poszczególnych eliminacjach | Wyniki w poszczególnych eliminacjach | Wyniki kierowców | Wyniki kierowców | Wyniki konstruktora | Wyniki konstruktora |
| 1989  |                      |        |                 | Brazylia                             | San Marino                           | Monako                               | Meksyk                               | Stany Zjednoczone                    | Kanada                               | Francja                              | Wielka Brytania                      | Niemcy                               | Węgry                                | Belgia                               | Włochy                               | Portugalia                           | Hiszpania                            | Japonia                              | Australia                            | Pkt.             | Msc.             | Pkt.                | Msc.                |
| ----- | -------------------- | ------ | --------------- | ------------------------------------ | ------------------------------------ | ------------------------------------ | ------------------------------------ | ------------------------------------ | ------------------------------------ | ------------------------------------ | ------------------------------------ | ------------------------------------ | ------------------------------------ | ------------------------------------ | ------------------------------------ | ------------------------------------ | ------------------------------------ | ------------------------------------ | ------------------------------------ | ---------------- | ---------------- | ------------------- | ------------------- |
| 1989  | West Zakspeed Racing | Yamaha | Bernd Schneider | NU                                   | NPK                                  | NPK                                  | NPK                                  | NPK                                  | NPK                                  | NPK                                  | NPK                                  | NPK                                  | NPK                                  | NPK                                  | NPK                                  | NPK                                  | NPK                                  | NU                                   | NPK                                  | 0                | NS               | 0                   | NS                  |
| 1989  | West Zakspeed Racing | Yamaha | Aguri Suzuki    | NPK                                  | NPK                                  | NPK                                  | NPK                                  | NPK                                  | NPK                                  | NPK                                  | NPK                                  | NPK                                  | NPK                                  | NPK                                  | NPK                                  | NPK                                  | NPK                                  | NPK                                  | NPK                                  | 0                | NS               | 0                   | NS                  |